# Керогаз

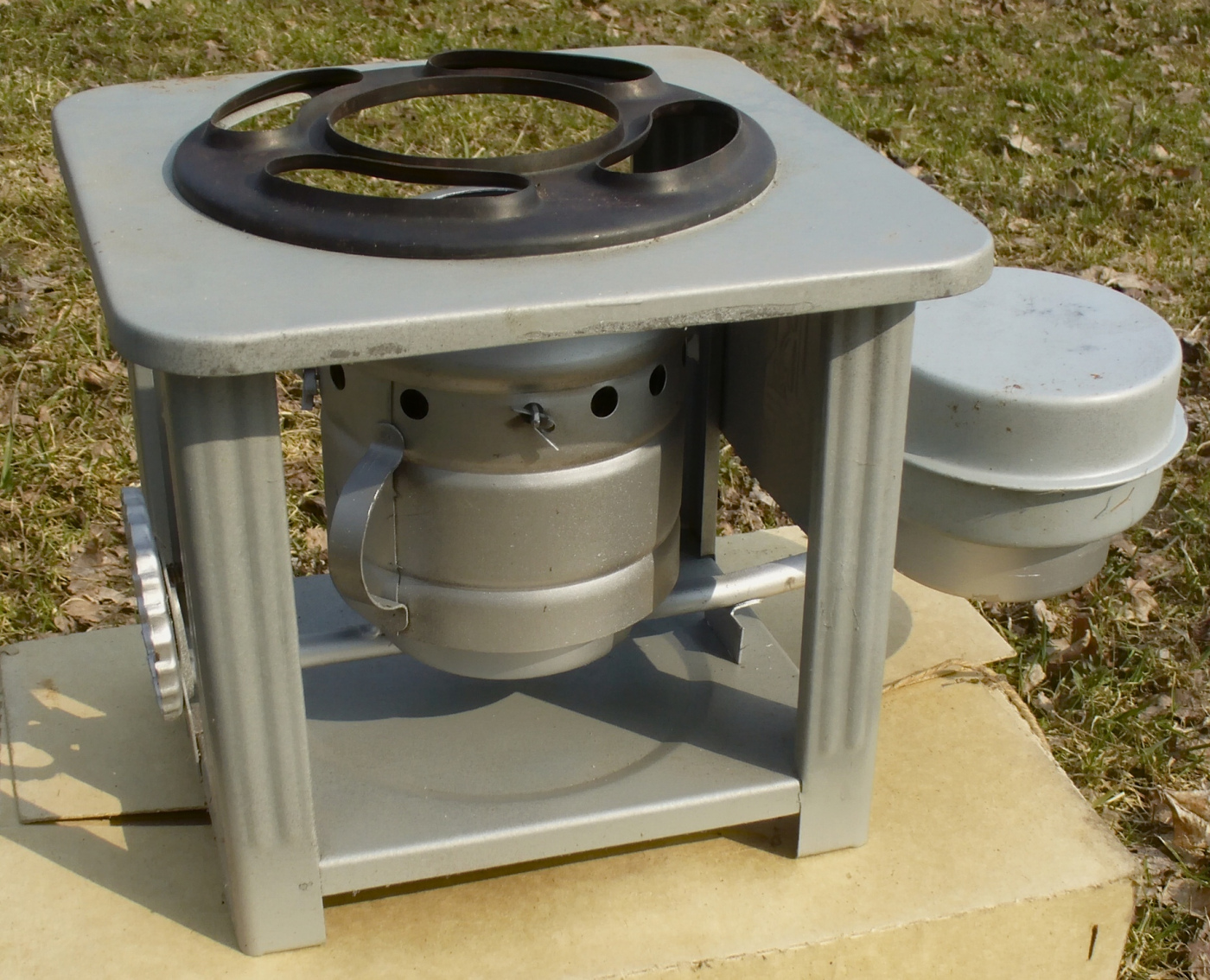
Керогаз Витебского механического завода (1980-е годы)

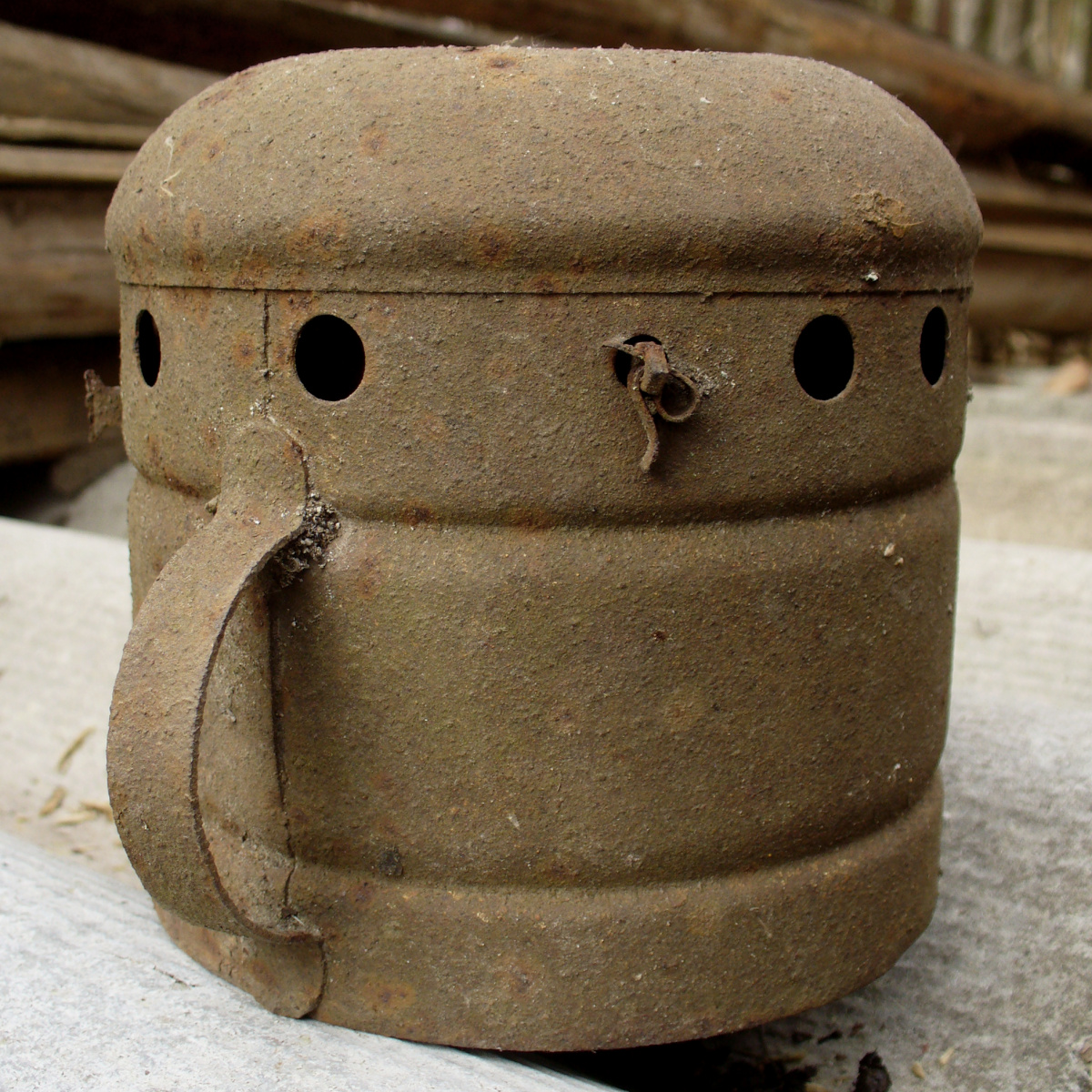
Смеситель керогаза

Керога́з — нагревательный прибор, работающий на горючей смеси, состоящей из паров керосина и воздуха. Керогазы — последнее поколение массовых бытовых керосиновых приборов для приготовления пищи. Им на смену пришли уже газовые плиты.

## Описание
Появился в 30-е годы XX века.
Предназначен для приготовления пищи, кипячения воды и других действий, предусмотренных инструкцией.
На металлической раме, напоминающей табурет, смонтированы:
- кольцеобразный поддон, в который поступает керосин из резервуара;
- питательная трубка с горелкой;
- газосмеситель, на котором происходит горение паров керосина.

Имеет фитиль, но в отличие от керосинки, горючая смесь образуется в газосмесителе, который установлен непосредственно на горелке керогаза. В горелке располагается и фитиль, имеющий круглую (кольцевую) форму. Газосмеситель состоит из:
- кожуха;
- встроенных одна в другую двух сеток цилиндрической формы или усечённого конуса (зазор между стенками 7—10 мм).

Керогазы выпускались двух модификаций:
- тип I имел неподвижный асбестовый фитиль. Керосин подавался самотёком из вынесенного в сторону бачка;
- тип II имел хлопчатобумажный фитиль и фитилеподъёмный механизм[1].

С середины 1980-х годов эксплуатация керогазов (как и примусов, и керосинок) стала затруднительной по причине отсутствия пригодного для них топлива. Исчерпание запасов нафтеновых нефтей сделало невозможным получение чистого керосина прямой перегонкой. Пришедший ему на замену авиакеросин содержит большое количество присадок, которые, не сгорая полностью, отравляют атмосферу токсичными веществами и вызывают образование золы, засоряющей фитиль керогаза. В качестве топлива для керогаза можно использовать и дизельное топливо (по этой причине современные приборы получили торговое название «Солярогаз» или «Дизельгаз»), однако, проблема неполного сгорания присадок при этом сохраняется.

## Принцип действия
Керогаз сочетает в себе особенности принципов работы примуса — бесфитильное горение испарённого жидкого топлива — и керосинки — подъём жидкого топлива в зону испарения фитилём. Испарение керосина из фитиля происходит в процессе разогрева пламенем сеток газосмесителя, в котором его пары смешиваются с воздухом. Однако, в отличие от керосинки, где пламя образуется непосредственно на кончике фитиля, в керогазе фитиль находится в зоне недостаточного количества свежего воздуха, поэтому горения на нем не происходит, а испарившийся с фитиля керосин засасывается возникающей тягой в газосмеситель. Образуется горючая смесь, которая бесшумно сгорает бездымным голубоватым куполообразным пламенем с высокой температурой. Однако для запуска холодного керогаза в работу (розжига) газосмеситель снимают и поджигают керосин непосредственно на фитиле после чего устанавливают газосмеситель на место. Пока газосмеситель не нагрелся до рабочей температуры, жёлтое коптящее пламя горит на фитиле как в керосинке, однако его мощность мала и достаточна только для разогрева газосмесителя. Когда температура сеток газосмесителя становится достаточной для горения на нём паров керосина, не полностью сгоревшие на фитиле пары воспламеняются уже в газосмесителе, что резко меняет картину воздушного потока и фитиль оказывается в обеднённой воздухом зоне. В итоге пламя на нём гаснет и переходит в газосмеситель.
Резервуар для керосина съёмный, его заправка происходит через отверстие, закрытое крышкой с игольчатым клапаном. После заправки резервуар переворачивается «вниз крышкой», устанавливается на место, игольчатый клапан открывается и в автоматическом режиме поддерживает нужный уровень топлива в кольцеобразном поддоне, не допуская его повышения.
Интенсивность горения (высота пламени) регулировалась либо винтом (фитилеподъёмным механизмом), либо уровнем наклона бачка, из которого подавался керосин.
Вышел из обращения в 50-60-е годы XX века из-за газификации.

## Виды керогазов
Выпускают керогазы с асбестовым или хлопчатобумажным фитилём, одно- и двухконфорочные.
Керогаз с асбестовым фитилём. Расход керосина — 180—190 г/ч. Время, необходимое для кипячения 4 л воды, — 30—35 минут. Ёмкость резервуара — 0,75 л.
Керогаз с хлопчатобумажным фитилём. Расход керосина — 80 г/ч. Время, необходимое для кипячения 4 л воды, — 55 минут. Ёмкость резервуара — 1 л.

## Преимущества и недостатки
Конкурентами керогаза выступают примус, керосинка и газовая плита.
Главное преимущество керогаза перед примусом — практически бесшумная работа. Примусы даже с так называемыми «бесшумными горелками» все равно достаточно сильно шумят. Керогазы практически не дают копоти. У керогазов нет риска засорения горелки из-за её большой площади. По сравнению с примусом у керогаза отсутствует избыточное давление в бачке с керосином, что исключает возможность взрыва бачка, случавшегося при неправильной эксплуатации или износе примуса. Однако у керогаза бачок с керосином стоит расходным отверстием вниз. В случае если бачок прохудится и станет сообщаться с атмосферой керосин свободно вытечет, что может привести к пожару. Примус при равной мощности значительно компактнее керогаза, так как движущей силой для подачи топлива в горелку в примусе является избыточное давление воздуха в резервуаре, а в керогазе — капиллярный эффект в фитиле, который не способен создать столь мощного потока топлива. Керогаз разжигается дольше примуса. Для прогрева компактной горелки примуса достаточно 1—2 минут, тогда как крупный газосмеситель керогаза прогревается 5—7 минут. В примусе тяга практически не играет роли, поэтому он может работать и на ветру имея простейшую ветрозащиту. В керогазе даже слабый сквозняк в помещении способен нарушить тягу в газосмесителе и погасить пламя. Примус можно погасить мгновенно, перекрыв подачу топлива или сбросив давление в резервуаре (последнее недопустимо делать в бензиновых примусах во избежание взрыва облака паров бензина). Керогаз после прекращения подачи керосина гаснет не сразу, а в течение 3—5 минут пока в чашке горелки не закончатся остатки керосина. Гасить керогаз снятием газосмесителя чрезвычайно опасно — облако паров керосина неизбежно воспламенится в окружающем пространстве. Примусы нечувствительны к углу установки на поверхности и могут работать в условиях качки на судне. Керогазы требуют установки на устойчивую горизонтальную поверхность, так как наклоны корпуса могут вызвать пролив керосина из горелки и возникновение пожара. По причине перечисленных особенностей примусы удобнее для туристов, а керогазы — для домашнего применения.
По сравнению с керосинкой мощность керогаза в несколько раз выше. Кроме того, пламя керосинки коптящее, а у керогаза копоть образуется только при розжиге, а дальше пламя уже чистое, как у газовой плиты. Однако керосинку можно быстро зажечь и погасить, а керогаз — нет. Керосинка безопаснее керогаза и примуса.
По сравнению с газовой плитой керогазу не нужен газовый баллон под давлением, поэтому нет риска его взрыва. В ряде случаев перевозка, хранение и эксплуатация газовых баллонов может быть ограничена (железнодорожный и авиационный транспорт), а керогаз можно взять в дорогу пустым, а топливо найти уже на месте. Однако керогаз в целом более пожароопасен, чем газовая плита.

## Правила использования
Керогаз должен стоять на прочной ровной горизонтальной подставке (столе). Нельзя допускать толчки или раскачивание, чтобы избежать выплескивания и воспламенения керосина.
Во время разжигания керогаза следует строго придерживаться правил и все действия производить по инструкции.
Нельзя делать следующее:
- заменять керосин бензином или другим горючим веществом;
- пополнять резервуар с керосином в то время, когда керогаз находится в рабочем состоянии;
- дуть на пламя, чтобы погасить его;
- передвигать или переставлять керогаз с одного места на другое во время работы.

Чтобы зажечь керогаз, следует:
1. Смеситель снять с горелки.
2. Заполнить керосином горелку, для этого: опустить защелку вниз до отказа. Зажигать фитиль только после того, как он пропитается керосином.
3. Перед розжигом смеситель нужно поместить на горелку, проверяя, нет ли попадания сетки на фитиль. Для этого следует повернуть его вправо и влево. Если смеситель стоит ровно, он поворачивается легко.

После разжигания керогаза происходит прогрев смесителя, керосин поднимается по фитилю вверх за счёт капиллярного эффекта, в верхней части фитиля происходит испарение керосина, его пары смешиваются с воздухом поднимаются за счет тяги в верхнюю часть смесителя и сгорают. Правильно отрегулированный керогаз горит голубым пламенем без копоти.

Отопительный прибор для нежилых помещений, работает на дизельном топливе. Устроен аналогично керогазу
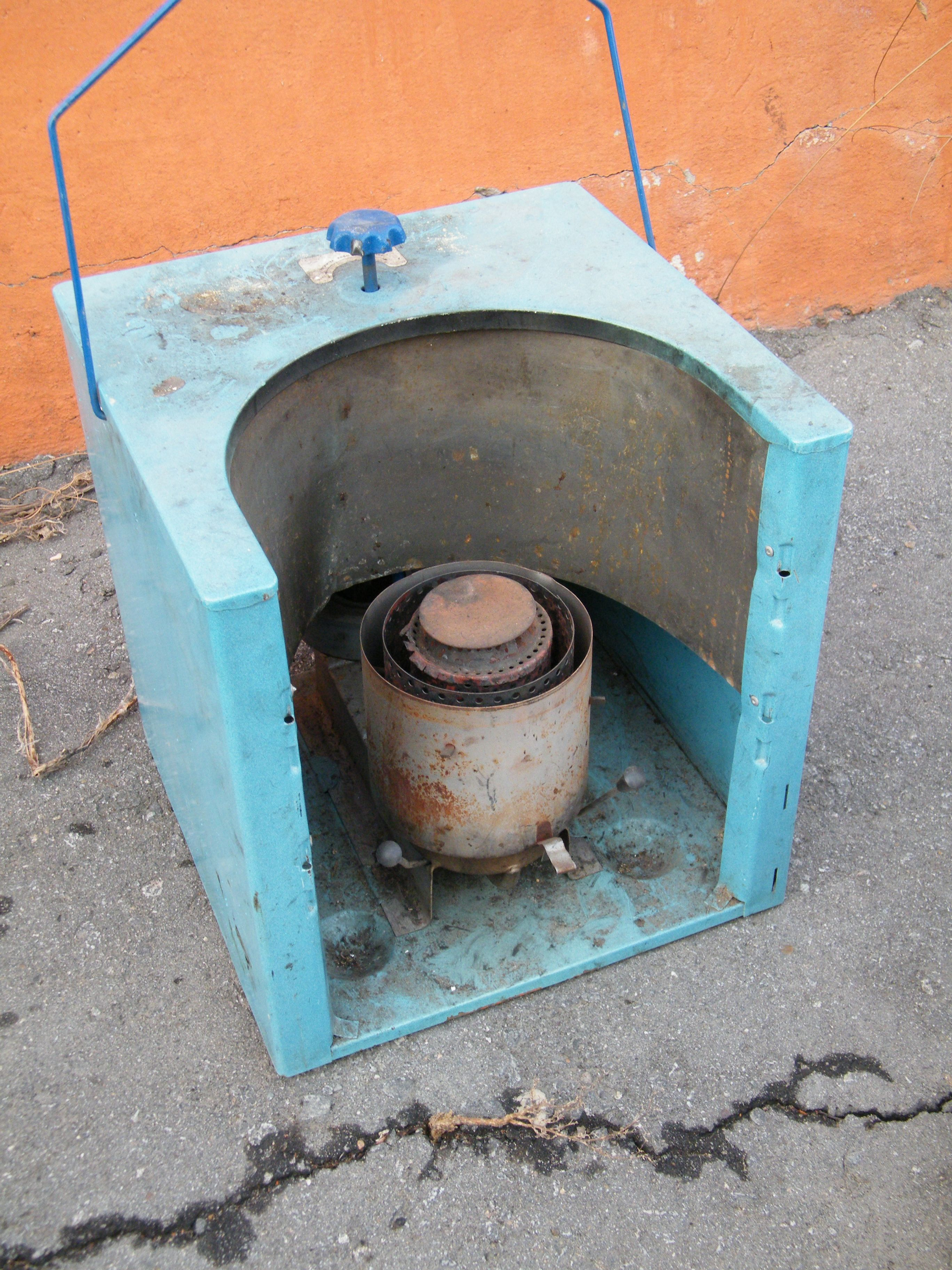
Вид спереди. Видна изогнутая полукругом теплоотражающая пластина
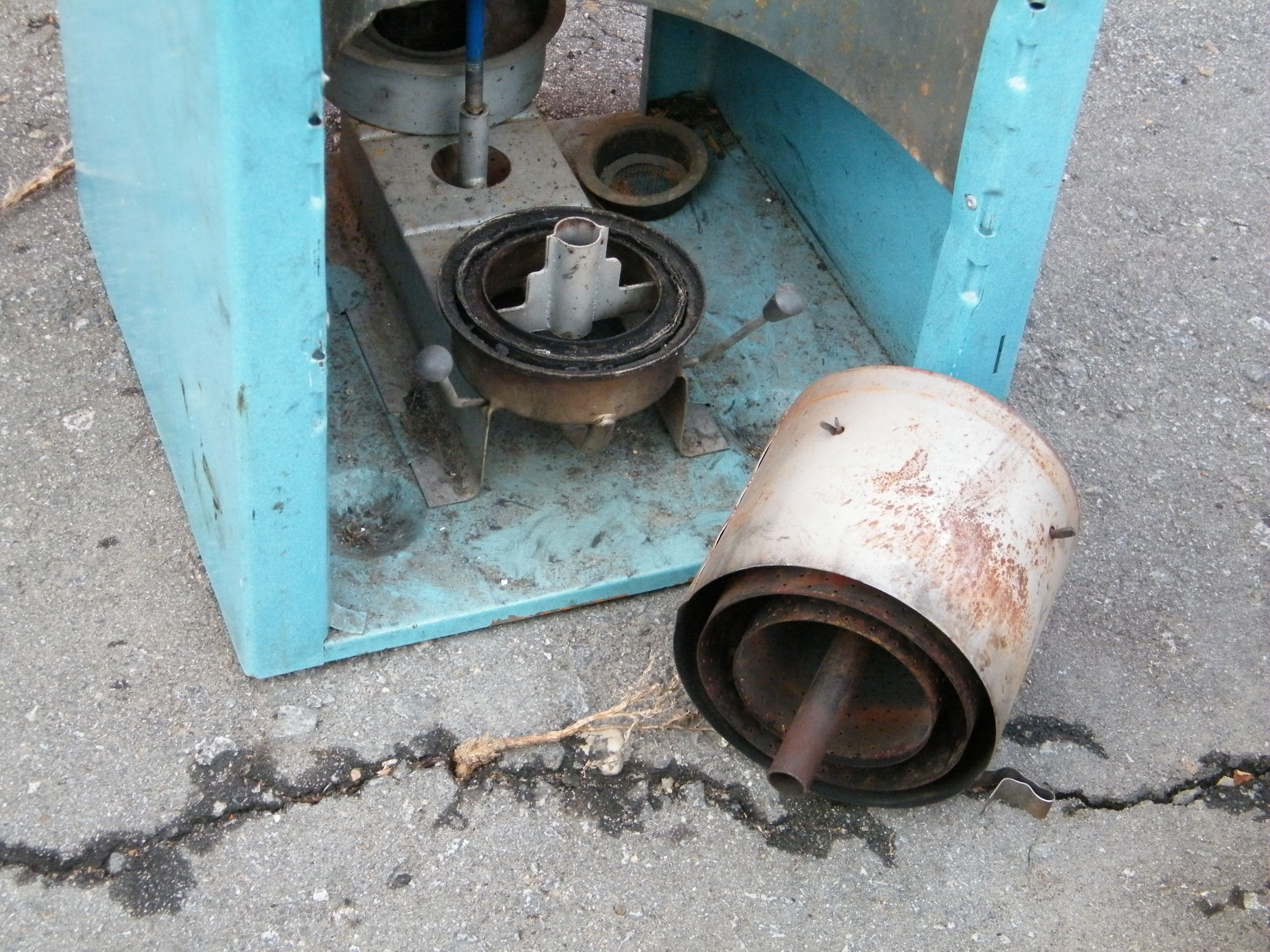
Газосмеситель снят, виден кольцеобразный поддон
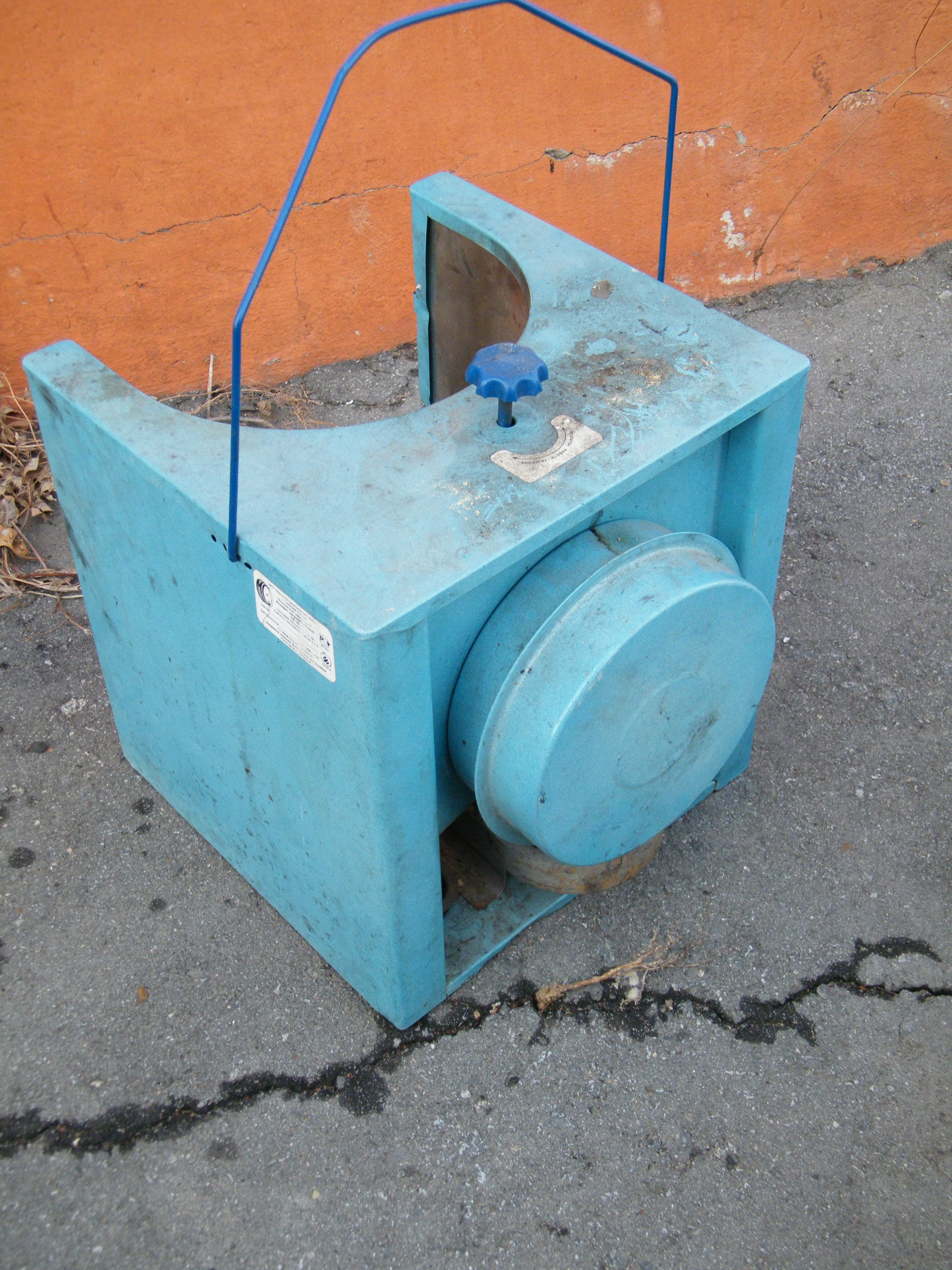
Вид сзади
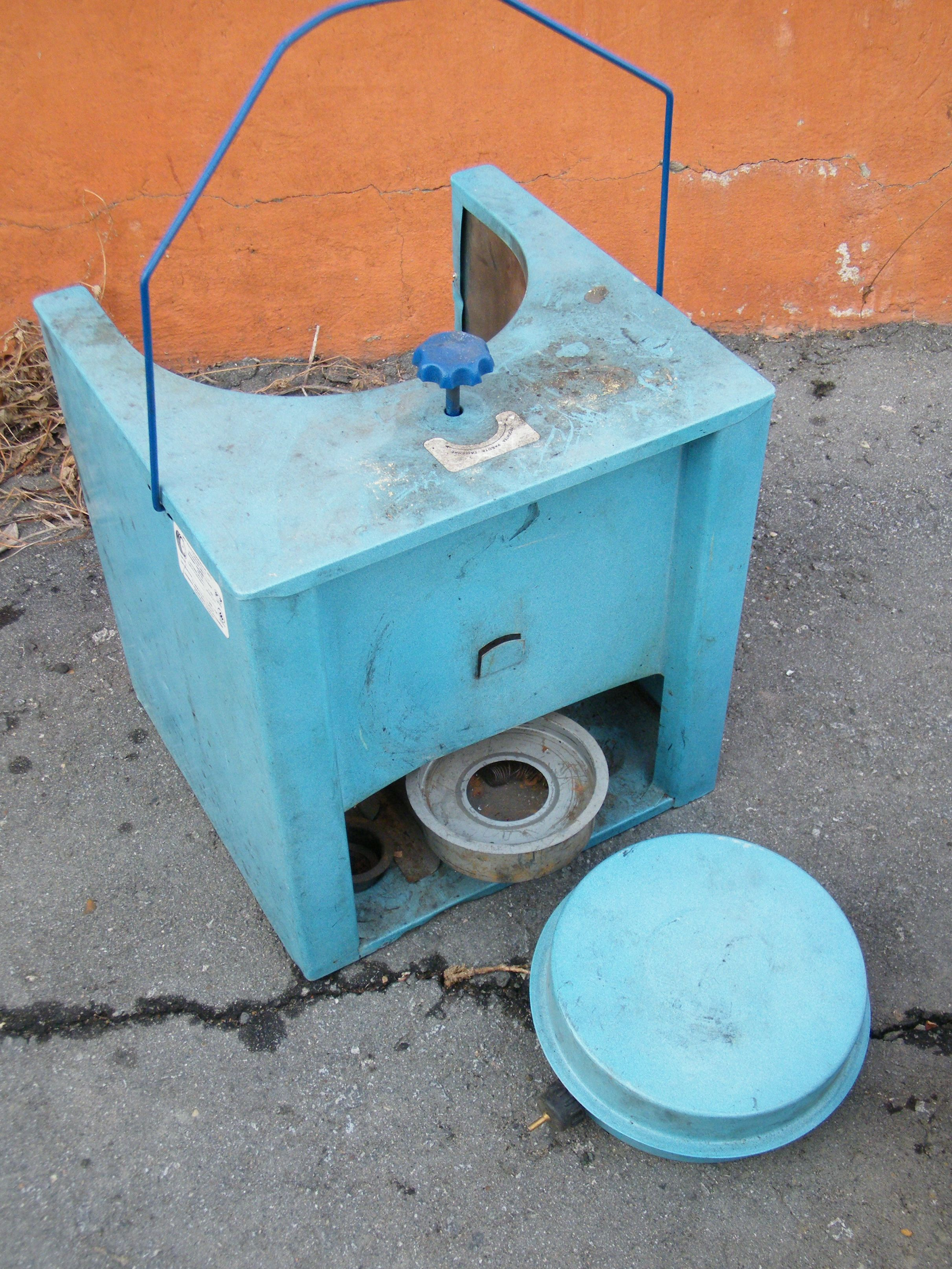
Топливный бачок снят, сбоку на нём виден выступающий снизу игольчатый клапан